# Gránát József
Gránát József (Tiszadob, 1903. június 6. – Budapest, 1982. május 16.) hegedűművész és -tanár, énekkari karnagy, Endre Granat (1937–) amerikai hegedűművész apja.

## Élete
Gránát Miksa (1864–1940) és Kohn Etelka (1876–1939) gyermekeként született zsidó családban. Születésekor apja vendéglős volt, majd szállítási vállalatot alapított. Tanulmányait Miskolcon kezdte, ahol előbb a Miskolci Királyi Katolikus Főgimnáziumban (1913–17), utóbb a Miskolci Református Gimnáziumban (1917–20) tanult. Közben a Miskolci Államilag Segélyezett Városi Zeneiskolában  hegedülni tanult Rákos Arnold növendékeként. 1926-ban a Liszt Ferenc Zeneművészeti Főiskolán hegedűtanszakán nyert végbizonyítványt és ugyanez év szeptemberétől visszatért a miskolci Hubay Jenő Zeneiskolába tanítani, de gyakran adott koncerteket is. 1927-ben a Magyarországi Szociáldemokrata Párt tagja lett és bekapcsolódott a munkásmozgalomba. 1929-ben elvállalta a Diósgyőri-Vasgyári Vasasok Férfikarának vezetését. 1931-ben felszólították, hogy hagyja el a kórust, s koncertezéssel, illetve hegedűtanítással foglalkozzon. A felszólítás ellenére hamarosan a magyar munkáskórus-mozgalom egyik vezetőjévé vált. 1933 áprilisában érdemei elismeréséül a Magyarországi Munkásdalosok Egyesülete beválasztotta a művészi bizottságának tagjai közé és ő látta el az országos karnagyi teendőket is. Eközben fellépett mint karmester és mint hegedűművész, illetve szervezte, tanította és vezette a Budapesti Általános Munkásdalegylet, a rákospalotai „Szabadság”, a Kőbányai Általános Férfikar és a diósgyőri Vasas-kórus dalosait. 1936. július 15-én házasságot kötött Horn Flórával (1902–1980), Horn Henrik királyi járásbíró lányával. 1940-ben behívták munkaszolgálatra. Tokajban megkomponálta a 7. különleges munkászászlóalj indulóját, melyet később más munkásszázadoknak is megtanítottak. Távollétében Hegymegi Ernő – későbbi hegedűtanár és iskolaigazgató – mentette ki hozzátartozóit a miskolci gettóból.
A második világháború után kinevezték a Miskolci Városi Zeneiskola, majd az abból megalakult szakiskola igazgatójává. 1951-ben Budapestre költözött, ahol előbb a Fővárosi 2. sz. Zeneiskolában tanított, majd a Magyar Állami Operaház zenekarának prímhegedűse lett nyugdíjba vonulásáig. Gyakran működött közre a BZSH Hegedűs Gyula utcai körzetének kultúrdélutánjain.
A Kozma utcai izraelita temetőben nyugszik. Temetésén a gyászimákat Kovács Sándor főkántor énekelte, majd Schweitzer József főrabbi méltatta a munkásságát. A ravatalnál a Kórusok Országos Tanácsának, valamint az Állami Operaház zenekarának képviselője búcsúzott tőle.

## Díjai, elismerései
- Munka Érdemrend ezüst fokozata (1973)[8]